# NGC 7102
NGC 7102 (również PGC 67120 lub UGC 11786) – galaktyka spiralna z poprzeczką (SBb), znajdująca się w gwiazdozbiorze Pegaza. Odkrył ją Albert Marth 16 października 1863 roku.
W galaktyce tej zaobserwowano supernową SN 2003iw.